# Centro Interamericano de Monitoreo
El Centro Interamericano de Monitoreo (CIM) forma un servicio de vigilancia de farmacéuticos por un grupo formado por compañías farmacéuticas para países de Latinoamérica.

## Países
Actualmente, forma parte de algunos países:
- Argentina
- Bolivia
- Chile
- Colombia
- Costa Rica
- Ecuador
- El Salvador
- Guatemala
- Honduras
- México
- Nicaragua
- Panamá
- Paraguay
- Perú
- República Dominicana
- Uruguay
- Venezuela

## Compañías

### Argentina
- Gemabiotech S.A.
- Laboratorios Poen S.A.C.I.F.E I.
- Raymos S.A.C.I.

### Bolivia
- Pharma Investi S.R.L.

### Chile
- Pharma Investi De Chile S.A.

### Colombia
- Scandinavia Pharma Ltda.

### Costa Rica
- Leterago S.A.

### Ecuador
- Acromax Laboratorio Químico Farmacéutico S.A.
- Laboratorios Ecuarowe S.A.
- Megalabs-Pharma S.A.

### El Salvador
- Laboratorios Rowe S.A De C.V.
- Leterago S.A. De C.V.
- Megalabs S.A. De C.V.

### Guatemala
- Leterago S.A.
- Megapharma Labs De Ceam S.A.

### Honduras
- Distribuidora Leterago S.A.
- Megalabs Honduras S.A.

### México
- Italmex S.A.

### Nicaragua
- Leterago S.A.

### Panamá
- Leterago S.A.

### Paraguay
- Megalabs Paraguay S.A.

### Perú
- Mega Labs Latam S.A.

### República Dominicana
- Laboratorios Rowe S.R.L.
- Leterago S.R.L.
- Mega Labs S.R.L (DOMINICANA)

### Uruguay
- Laboratorios Celsius S.A.
- Laboratorios Iclos Uruguay S.A.
- Roemmers S.A.
- Spefar S.A.

### Venezuela
- Laboratorios Klinos C.A.